# 李有箴
李有箴（1908年—1975年），曾用名李鸿基，男，山东蓬莱人，中国社会活动家，曾任第三、四届全国政协委员。